# Saab
A Saab AB egy svédországi központú védelmi, repülőgép- és gépkocsigyártó társaság, melyet 1937-ben alapítottak, Trollhättanban. A neve egy mozaikszó, a "Svenska Aeroplan Aktiebolaget" -ből összerakva (IPA:[sv'en:ska 'aeropla:n 'ak:tsjebo:la:get]) (fordítása: Svéd Repülőgép(gyártó) rt.), leírva "SAAB". 1939-ben egyesült a linköpingi székhelyű ASJA-val, és a központ Linköping-be került. A '90-es években, a tulajdonos körüli változások során a cég neve Saab AB lett.
Az eredetileg repülőgépeket gyártó cég új utakat próbált keresni az üzletágak változatosabbá tételére, és a 40-es évek végén gépkocsikat kezdett gyártani. A gépkocsigyártó részleg székhelye Trollhättan lett. Az első típust 1947. június 10-én mutatták be, ez a 92001-es volt. A társaság hamar ismertté vált biztonságos és megbízható autóiról, emlékezetes versenytörténelméről.
Az 1950-es évek végén a Saab belépett a számítógéppiacra, a Datasaab-bal.
1969-ben egyesült a teherautókat gyártó Scania-Vabis-szal, 1969-1995 között a cég neve Saab-Scania AB.
1990-ben a General Motors megvette a gépkocsigyártó részleg 51%-át, a Saab Automobile-t, egy évtizeddel később pedig a többit is.

## Tulajdon
1998 óta a brit BAE Systems űrtársaság a legnagyobb részvényes a Saab-ban, miután 35% részvényi tulajdonjogot szerzett az Investor AB-től a jogelőd British Aerospace-en keresztül. 2005 januárban a BAE 20%-ra csökkentette a részvényállományát. Az Investor AB megtartotta a részvények 20%-át.

## Repülőgépgyártás

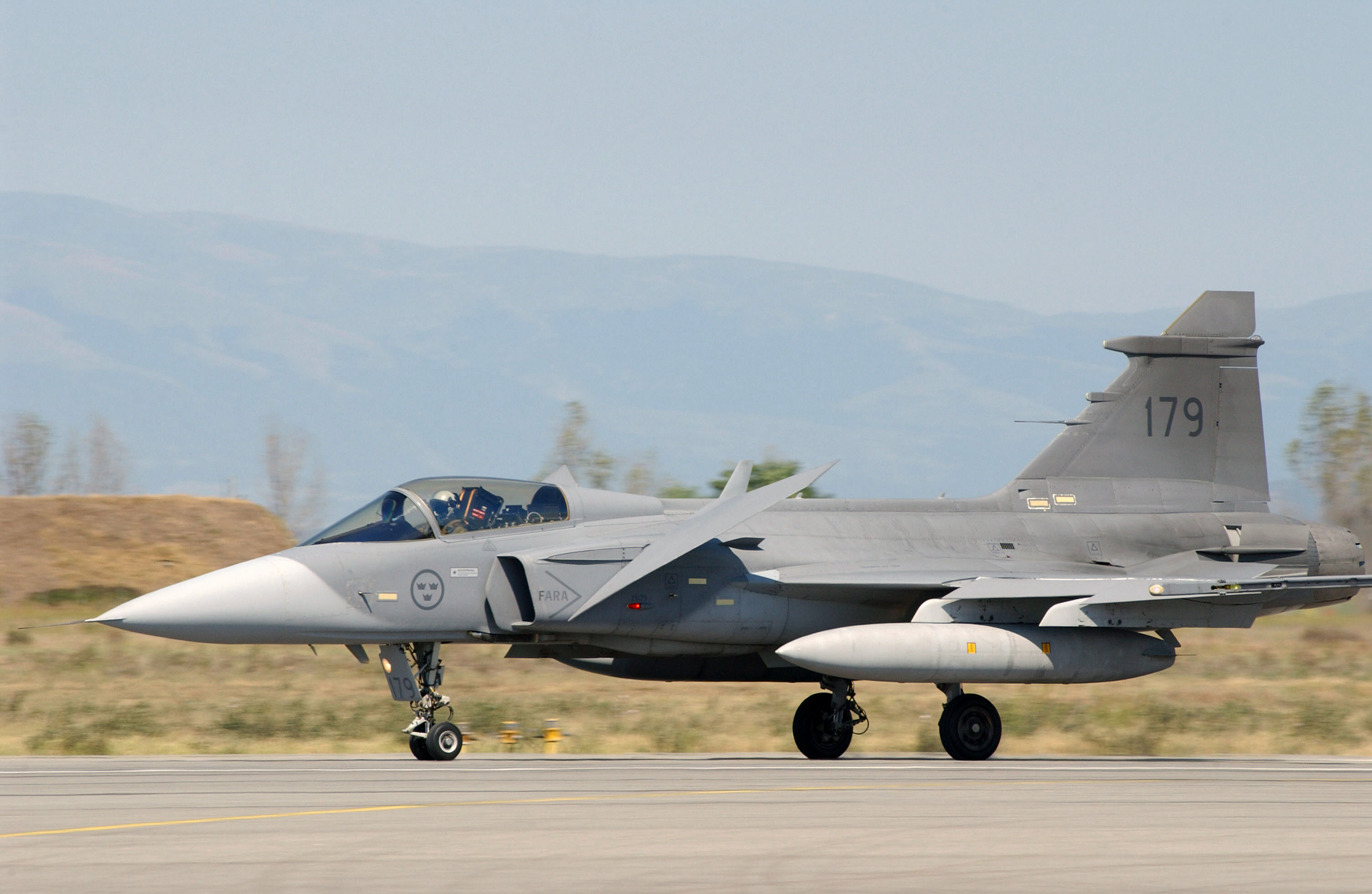
Saab Gripen

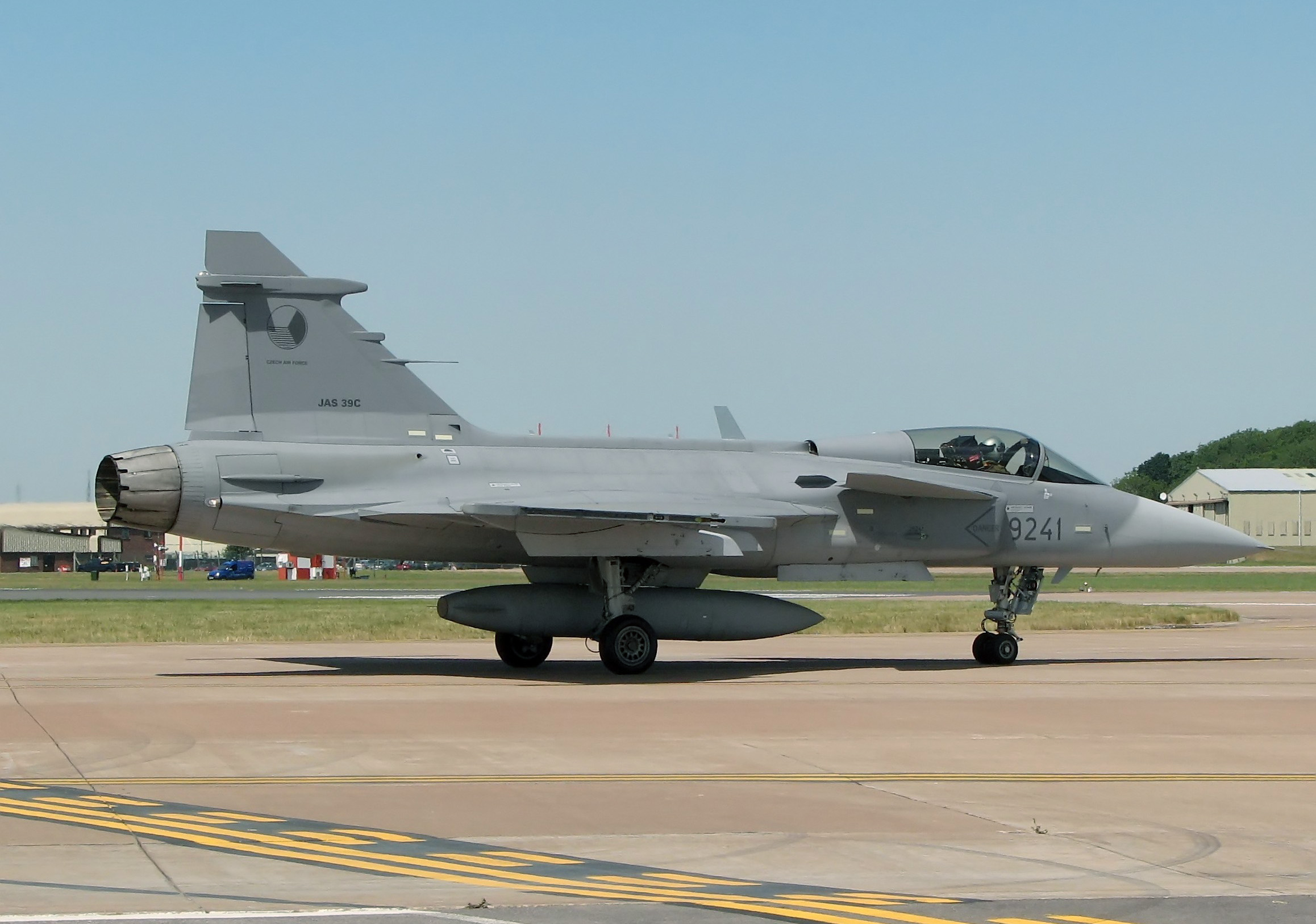
A Cseh Légierő Saab JAS 39C Gripen típusú gépe

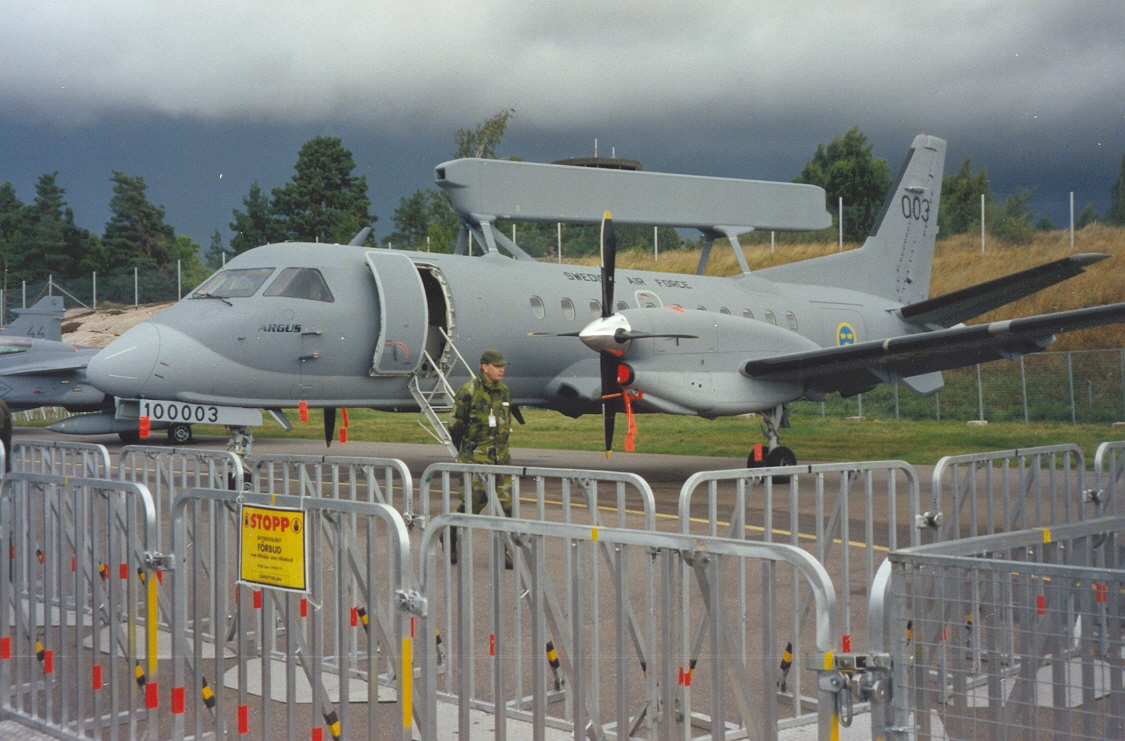
Saab-340 Erieye

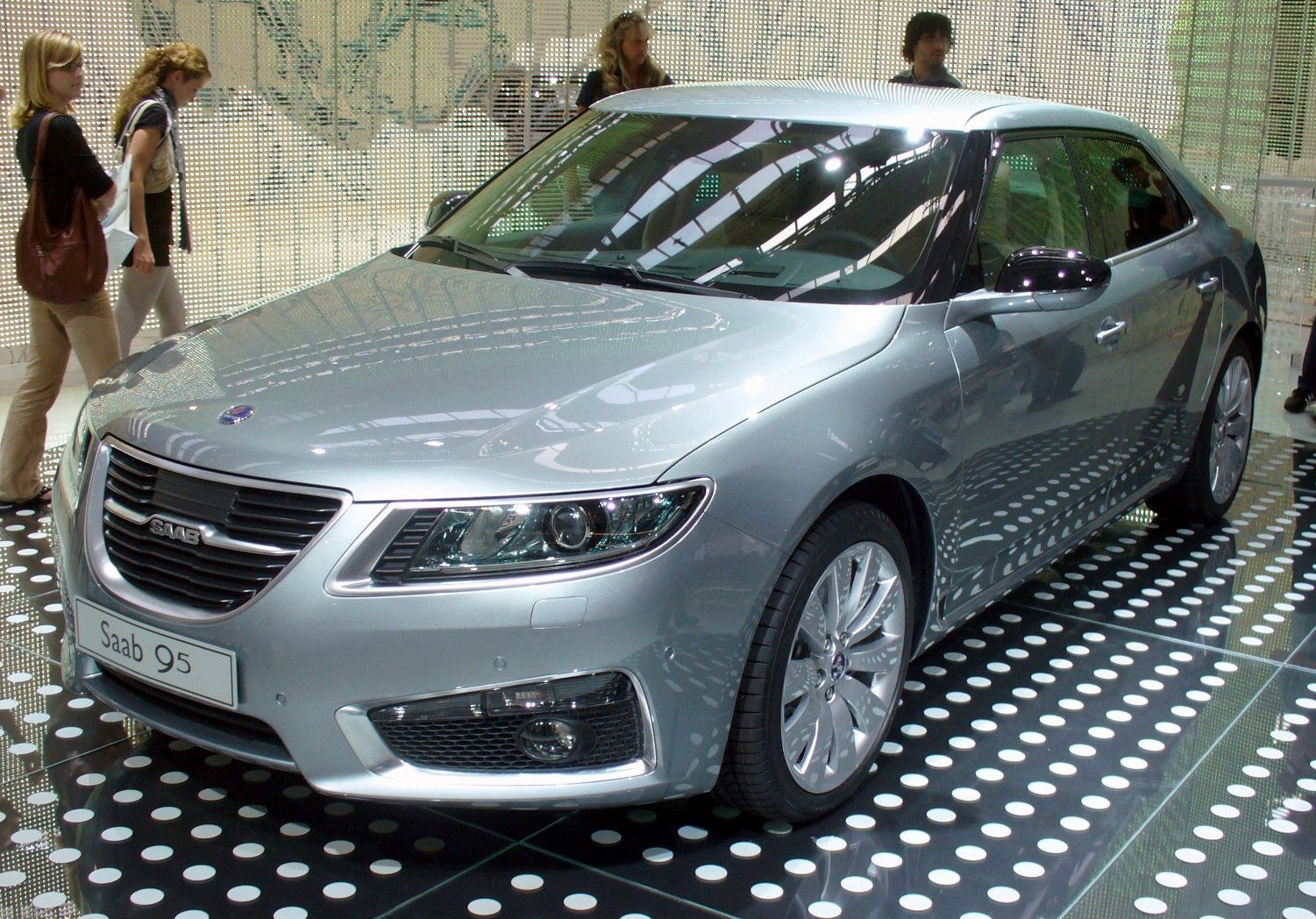
Saab 9-5 Sedan (2009)

A repülőgépgyártás a vadászgépekre összpontosul, jelenleg a JAS 39 Gripen a fő modell. A Saab az 1930-as évek óta gyárt repülőgépeket, a  Gripen tisztán sugárhajtású elődei Tunnan, a Lansen, a Draken és a Viggen voltak. Az utolsó polgári modellek, melyekek a Saab készített, a Saab 340 és a Saab 2000 voltak. Mindkettő  közepes hatótávú, turbólégcsavaros utasszállító gép. A gépek fejlesztése és gyártása Linköpingben folyik.
1995-ben a British Aerospace-szel (BAE Systems) közösen megalakult a Saab-BAE Gripen AB, a Gripenek nemzetközi igényekhez alakítása, gyártása, forgalmazása és ellátása céljából. Az együttműködést 2001-ben meghosszabbították a Gripen International megalakításával, ugyanabból a célból.
A BAE tervezett egy továbbfejlesztett szárnyat, amit később gyártani is kezdtek, a repülőgépvázak 45%-a exportra került. A Saab Military Aircraft felelős teljes egészében a "repülőgép-rendszerekért", ide értve a fejlesztést és gyártást, tesztelést és szállítást.

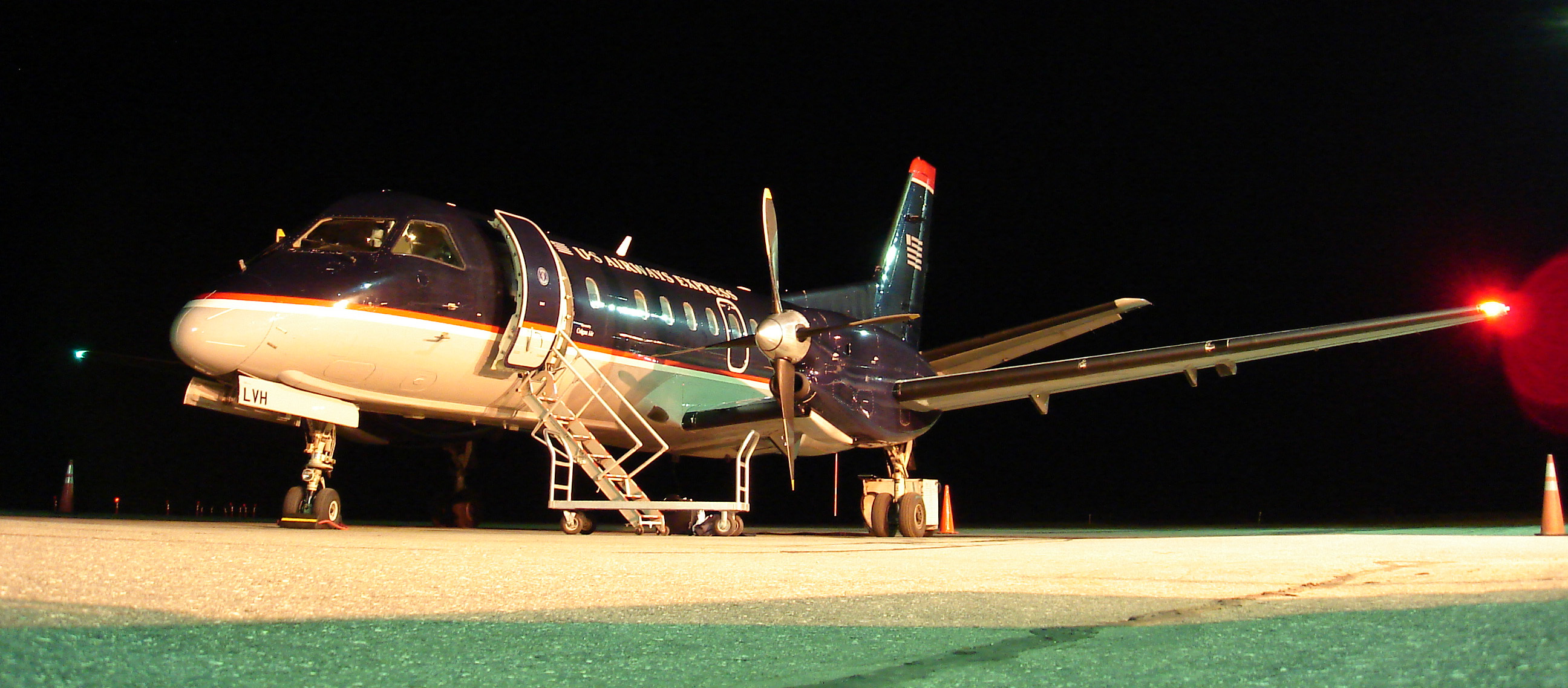
Saab 340B

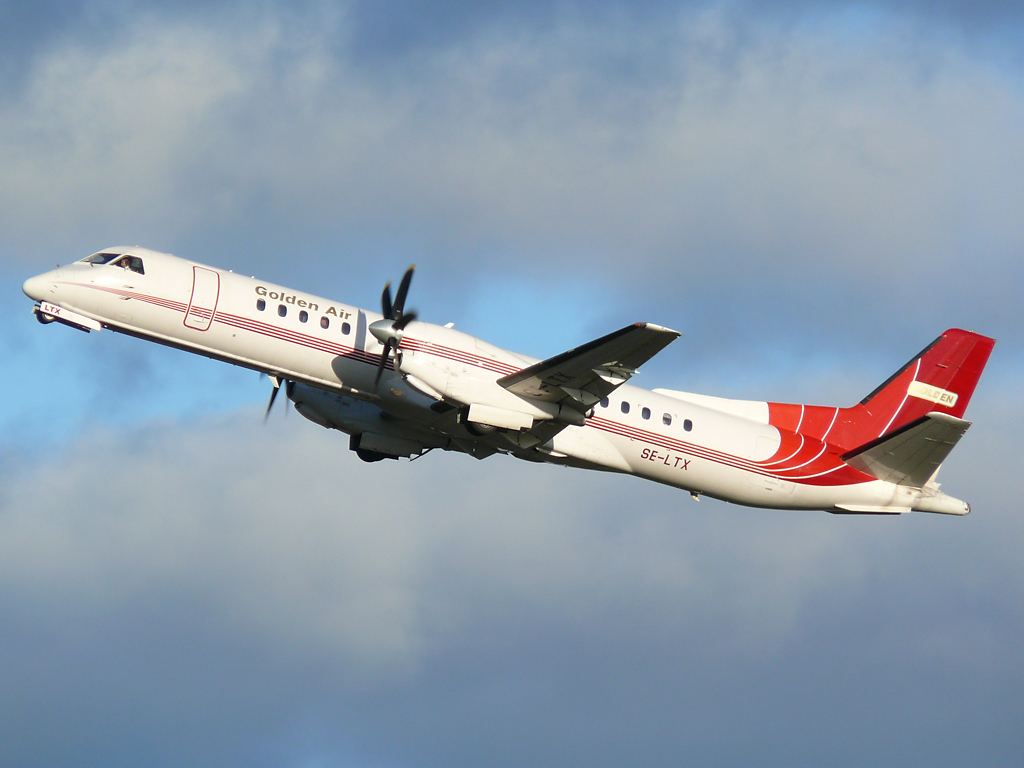
Saab 2000

- Saab 17 (bombázó/zuhanóbombázó)
- MFI-15 Safari
- Saab 18 (bombázó)
- Saab 21 (tolólégcsavaros)
- Saab 21R (sugárhajtású)
- Saab 29 Tunnan
- Saab 32 Lansen
- Saab 35 Draken
- Saab 37 Viggen
- Saab 39 Gripen
- Saab 90 Scandia
- Saab 91 Safir
- Saab 105
- Saab 340
- Saab 2000

## Datasaab
A Datasaab társaság eredménye részben a repülőgép-fejlesztés nagy számításigényességének, részben annak a tudományos-fantasztikus elképzelésnek, hogy készüljön egy olyan számítógép, ami elég kicsi, hogy fel lehessen szerelni repülőgépre, mint navigációs felszerelést. Az 1960-as évek alatt számos fejlett rendszert sikerült kifejleszteni és eladni több európai országnak (például banki felhasználásra). A CK37 repülőgép-számítógépet 1971-ben valósították meg, és a Viggenben alkalmazták. A kevéssé sikeres társaság 1975-ben kelt el, a Sperry UNIVAC-hoz került, a repülőgép-számítógépek fejlesztése a SAAB-nál maradt.

## Gépkocsik
A SAAB megbízható, biztonságos és környezetbarát autóiról volt ismert. A két legfőbb típus a Saab 9-5, és a Saab 9-3, mindkét típusnál megtalálhatók bioetanolt tartalmazó E85 üzemanyaggal is hajtható BioPower motorok.

## Válság, majd csőd az autógyártásban
2009 elején a General Motors elkezdte leépíteni a konszernt, ennek hatására – mivel a Saab leginkább csak veszteséget termelt – eladásra bocsátották. 
Később, szinte biztos volt a megszüntetése, de az utolsó pillanatban a holland Spyker Cars ajánlatot tett, és összesen 74 millió dollárért cserébe meg is vásárolta a márkát, így megmentve az autógyárat.
2011 áprilisában ismét válságba került a márka, melynek során leállt a gyártás, fizetési problémák miatt. A Saab tárgyalásokat kezdett a kínai Hawtai Motorral, célja a márka 30 százalékának eladása lett volna, de a kínai befektető visszalépett. Végül több, sikertelen kínai és orosz befektetési kísérlet után, 2011. december 19-én a Saab feladta a küzdelmet, és végleg csődöt jelentett.

## A Saab jövője
Hosszú és alapos kiválasztási folyamat eredményeként 2012. június 13-án bejelentették, hogy új tulajdonos veszi át a Saab Automobile autógyártót. Az új tulajdonos az Electric Vehicle Sweden AB (NEVS) nevű svéd cég, melyet egy japán és hongkongi befektetőkből álló nemzetközi konzorcium alapított annak céljából, hogy megvásárolja a Saab vagyonelemeit és prémium kategóriás elektromos autókat fejlesszen és gyártson Saab márkanév alatt a svédországi Trollhättanban lévő gyárban. A NEVS 2013 végén tervezi elindítani az első új modell gyártását, melyet a vadonatúj PhoeniX platformra épülő számos egyéb, különböző méretű elektromos meghajtású Saab modell kifejlesztése követ majd. Néhány éven belül a NEVS a maximális, évi 200 000 db-os kapacitásra kívánja felfuttatni a trollhättani gyár termelését.